# Sulzbachi Gertrúd német királyné
Gertrude von Sulzbach német királyné (1110. – Hersfeld, 1146. április 14.)  III. Konrád német király második felesége

## Élete
1110 körül jött világra, II. Berengár sulzbachi gróf és második neje, Wolfratshauseni Adelheid grófnő harmadik gyermekeként, második leányaként. Berengár 1111-ben részt vett, számos befolyásos nemes úr társaságában V. Henrik német-római császár koronázási ceremóniáján. 1120-ban Berengár egy igen nagylelkű adományt tett a bambergi püspökség felé, s az ő nevéhez kötik a berchtesgadeni és a baumburgi kolostor alapítását is. Őt tekintik a Kastli Apátság társalapítótagjának. Gertrúd apja egyike volt azoknak a főnemeseknek, akik 1122. szeptember 23-án kézjegyükkel látták el az ún. wormsi konkordátumot. (A Wormsi Konkordátumot a pápaság és a császárság kötötte a köztük folyó hatalmi harcok lezárására Worms városánál. Az invesztitúra joga ezután megoszlott a világi vezető, vagyis a császárság, és az egyház élén álló pápaság között.) 1125 augusztusában Berengár nevét is megemlíti III. Lotár római király hivatalos dokumentumainak egyike, négy hónappal később, az év karácsonya környékén pedig sajnos már csak Berengár haláláról lehet olvasni ezen okiratokban. Gertrúd édesanyjának családi eredetére a "Kastler Reimchronik" (Kastli Rímes Krónika) is kitér. Adelheidet több 12. századi dokumentumban is említik mint "Sulzbach grófnéja", ám férjéről már nem olvasható semmilyen érdemleges információ.
II. Berengár szülei II. Gebhard sulzbachi gróf és Rotti Ermengarde voltak. Ermengarde a Rott Apátság alapítójának, I. Kúnónak a leánya volt. Ermengarde édesanyját Utának hívták.   
Gertrúd öt testvérének nevét ismeri az utókor:
- a későbbi III. Gebhard sulzbachi gróf, aki nőül vette IX. Henrik bajor herceg leányát, Matildot
- Adelheid, Niedernburg későbbi rendfőnökasszonya
- Berta, a későbbi bizánci császárné, I. Manuél bizánci császár első hitvese
- Liutgarde, aki előbb II. Gottfried leuveni gróf, majd pedig XII. Hugó dagsburgi és metzi gróf felesége volt
- Matild, aki III. (Isztriai) Engelbert őrgróf hitvese volt.

## Gyermekei
- Henrik Berengár (1137 − 1150 áprilisa/májusa)
- IV. Frigyes (1144 vége − 1167. augusztus 19.) későbbi sváb herceg.